# NGC 3163
NGC 3163 este o galaxie lenticulară situată în constelația Leul Mic. A fost descoperită în 17 martie 1787 de către William Herschel.